# ドライヘッドスパ
ドライヘッドスパとは、日本で生まれた造語。水やオイルを使わずに頭皮をマッサージし、リラックスや頭皮の健康を促進する行為。

## 語源
ドライヘッドスパは、頭部を中心に行うスパ技術で、水を使わないことから「ドライ」と名付けられた。「ヘッドスパ」という呼び方は日本の造語で、世界共通の呼び方ではない。英語では「scalp massage（スカルプマッサージ）」と表現される。「ヘッドスパ」という名称は、美容器具メーカーであるタカラベルモント社が平成14年に命名し平成15年に商標登録された。
ドライヘッドスパでは、施術の目的がリラクゼーションであり、美容業務には該当しないと判断されているため、資格は不要とされている。しかし、髪を濡らして行う「ヘッドスパ」は、「美容師免許」が必要となるため注意が必要。
近年では、髪を濡らして行うヘッドスパと、髪を濡らさずに行うヘッドスパを区別し、それぞれ「ウエットヘッドスパ」、「ドライヘッドスパ」と呼称されることもある。

## 主な内容
ドライヘッドスパの技術は、頭皮の指圧や手によるマッサージを中心に構成される。水やオイルを使用しないため、施術後の洗い流しが不要で、手軽に受けることができる点が特徴。この技術は、平成20年創業の京都に本店を構える「ドライヘッドスパ専門店 悟空の気持ち」が発祥とされている。

## 効用・効果
頭には4つの筋肉（前頭筋、側頭筋、後頭筋である）と帽状腱膜があり、これらが疲労すると頭皮が固くなり、血行不良や薄毛の原因となる。ドライヘッドスパは、頭皮の筋肉をほぐし、血流を促進することで、抜け毛予防や髪の健康維持に効果的とされている。また、頭部のマッサージはリラクゼーション効果が高く、疲労回復、頭痛や肩こりの緩和にも寄与する。顔のしわやたるみの予防にもつながるとされ、特にリラクゼーションを重視する人々の間で人気が高まっている。